# Sülze

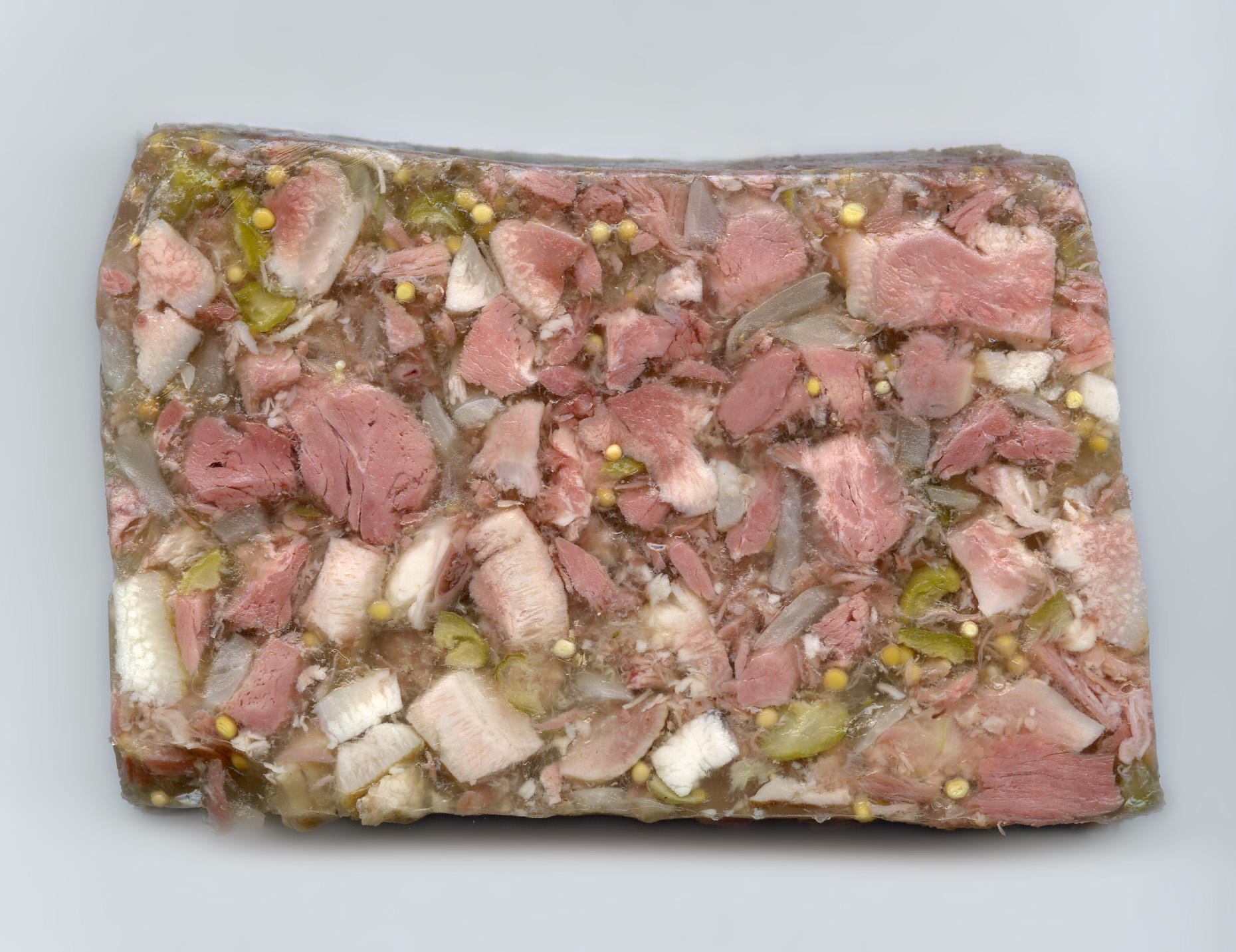
Schweinskopfsülze

Sülze oder Sulz (von althochdeutsch sulza „Salzwasser“) ist ein kaltes Gericht u. a. aus Fleisch oder Gemüse, das in Gelee eingelegt ist. Das Deutsche Lebensmittelbuch zählt sie zu den Sülzwürsten. Eine andere Bezeichnung dafür ist das jeweilige Lebensmittel in Aspik. 

## Herstellung

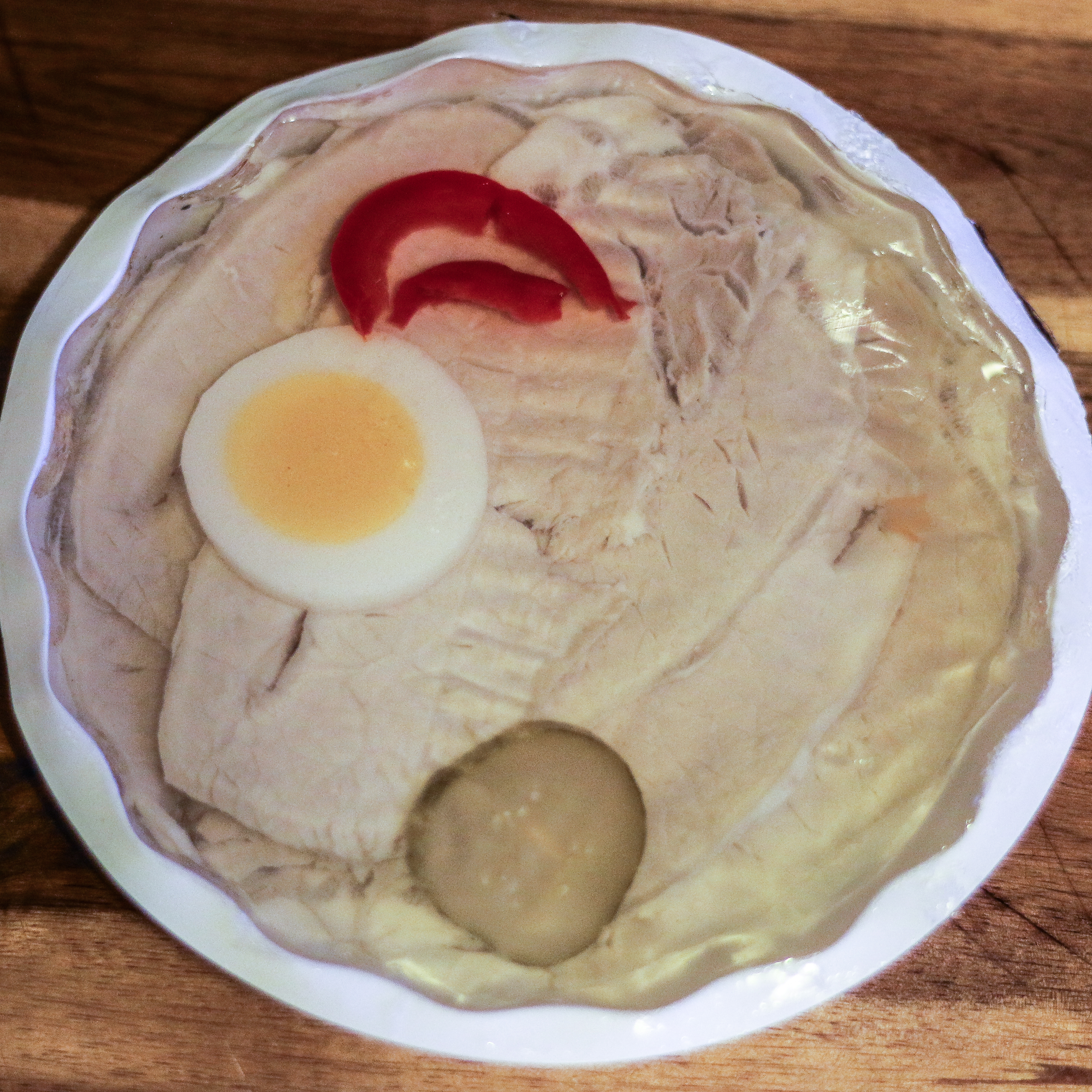
Fränkische Sülze aus kaltem Braten

Zur Zubereitung wird z. B. Fleisch vom Schwein wie etwa Schweinskopf als sogenannte Maske oder gepökeltes Kalbfleisch mit Suppengrün und Kalbsfuß in Wasser gegart, in Stücke geschnitten, die Brühe geklärt sowie mit Weißwein (je nach Rezept auch Essig) und, falls notwendig, mit Gelatine ergänzt. Anschließend wird in einer Form etwas Brühe gekühlt, bis sie erstarrt ist, das Fleisch und etwas von dem Gemüse hinzugegeben, alles mit der restlichen Brühe aufgefüllt und wieder gekühlt.
Eine kompakte Sülze aus Schweinefleisch in Wurstform ist der weiße Presskopf. Das Sülzkotelett ist ein ganzes, in Gelee eingegossenes Kotelett.

## Sonstiges
Die Hamburger Sülzeunruhen 1919 wurden durch die Annahme ausgelöst, dass verfaulte Kadaver zu Sülze verarbeitet und verkauft worden seien.

## Sprachgebrauch
Im hessischen Odenwald wird das Wort „Sülze“ auch als scherzhafte Bezeichnung für einen weißen Wein benutzt.
Auf Dänisch ist sylte (Sülze) vor allem Schweinskopfsülze, aber nie Aspik mit Gemüse oder sonstigem ohne Fleisch.